# 布目潮渢
布目 潮渢（ぬのめ ちょうふう、1919年5月13日 - 2001年1月17日）は、日本の東洋史学者・中国学者。専門は唐代史。大阪大学名誉教授。茶の文化と歴史の研究、陸羽『茶経』の翻訳で知られる。

## 経歴
出生から修学期
1919年、日蓮宗の宣教師としてハワイに滞在していた父の任地であったハワイで四人兄弟の長男として生まれた。愛知県名古屋市中川区出身。東京帝国大学文学部東洋史学科で学び、1943年に卒業。卒業後は海軍予備学生として軍務につき、中尉で敗戦を迎えた。
太平洋戦争後
戦後は東洋文庫研究員となり、東方文化研究所助手に採用された。その後関西に移って教諭となり、京都府立京都第一女学校、鴨沂高等学校などに勤務。1950年12月、西京大学助教授に就いた。1957年に立命館大学助教授となり、1959年に教授昇格。1967年、大阪大学教養部教授に転じた。1971年、学位論文『隋唐史研究：唐朝政権の形成』を東京大学に提出して文学博士号を取得。1976年から1978年には、教養部長も務めた。1983年に大阪大学を定年退官し、名誉教授となった。1983年4月からは摂南大学教授として教鞭をとり、1992年に退職。以後も佛教大学などで講義した。また、阪神タイガースの大ファンであった。
2001年に死去。

## 受賞・栄典
1992年秋：勲三等旭日中綬章を受章。

## 家族・親族
四人兄弟で妹が2人と弟が1人いる。

## 著作
- 『隋唐史研究 唐朝政権の形成』東洋史研究会(東洋史研究叢刊) 1968、新版 同朋舎 1979
- 『隋の煬帝と唐の太宗：暴君と明君、その虚実を探る』清水書院(Century books) 1975
  - 改訂新版 清水書院(新・人と歴史) 2018
  - 改題『つくられた暴君と明君・隋の煬帝と唐の太宗』清水新書 1984
- 『緑芽十片：歴史にみる中国の喫茶文化』岩波書店 1989
  - 改題『中国喫茶文化史』岩波同時代ライブラリー 1995／岩波現代文庫 2001
- 『中国名茶紀行』新潮社：新潮選書 1991
- 『「貞観政要」に学ぶ道義の経営学：権謀術数を排し、王道を確立せよ』マネジメント社 1991
  - 改題『「貞観政要」の政治学』岩波同時代ライブラリー 1997
- 『中国茶文化と日本』汲古書院(汲古選書) 1998
- 『中国茶の文化史：固形茶から葉茶へ』研文出版(研文選書) 2001

著作集
- 『布目潮渢中国史論集』上・下、汲古書院 2003-2004
上巻）漢代史篇、唐代史篇1、下巻）唐代史篇2、中国茶史篇、年譜・書誌

共著
- 『唐才子伝之研究』中村喬共著、アジア史研究会 1972
- 『六朝と隋唐帝国』(世界の歴史 4) 山口修共著、社会思想社(現代教養文庫) 1974
- 『隋唐帝国』(中国の歴史 4) 栗原益男共著 講談社 1974／改訂 講談社学術文庫 1997
- 『東アジア史入門』山田信夫共編、法律文化社 1975
- 『中国本土地図目録』東京大学総合研究資料館所蔵資料、本田治共編、アジア史研究会 1976
  - 増補版『中国本土地図目録』松田孝一共編、東方書店 1987
- 『中国茶書全集 複製』汲古書院 1987
- 『中国茶と茶館の旅』平野久美子・周渝と解説、新潮社(とんぼの本) 2004

訳書
- 『中国の茶書』中村喬共編訳、平凡社東洋文庫 1976
ワイド版 2007／電子書籍版 2024
唐・陸羽『茶経』、唐・張又新『煎茶水記』、唐・蘇廙『十六湯品』を担当。
- 『隋代史』アーサー・F・ライト著、中川努共訳、法律文化社 1982
- 『茶経詳解 原文・校異・訳文・注解』淡交社 2001
  - 『茶経 全訳注』講談社学術文庫 2012、電子書籍版も刊

記念論集
- 『東アジアの法と社会』布目潮渢博士記念論集刊行会編集委員会、汲古書院 1990年